# 奧赫里德的克萊門特
奧赫里德的克萊門特是中世纪保加利亚早期的一位圣徒、学者、作家，他也是西里尔与美多德最杰出的门徒之一。他参与创造了格拉哥里字母和西里尔字母，并极大地促进其推广。克萊門特也被视为是保加利亚正教会的第一位主教。